# ザルツヴェーデル
ハンザ都市ザルツヴェーデル （ドイツ語: Salzwedel ドイツ語発音: [ˈzaltsveːdəl] 低地ドイツ語: Soltwedel）はザクセン＝アンハルト州北部の アルトマルク・ザルツヴェーデル郡 にある都市。
バウムクーヘンの出産地。

## 地理
ザルツェヴェーデルはアルトマルク・ザルツヴェーデル郡の北西部に位置し、イェーツェ川に面している。近くにある都市はマクデブルク（100km南）、ブラウンシュヴァイク（90km南西）、ヴォルフスブルク（70km南東）やエルツェン（40km西）。

## 歴史
ザルツヴェーデルは15世紀からハンザ同盟の一部となり，その時代から重要な商業都市となる。1682年に皇帝のために作られたバウムクーヘンが20世紀、日本で有名になり，現在日本ではドイツよりもバウムクーヘンが人気だと言われる。第二次世界大戦後，ザルツヴェーデルは東ドイツの一部になりマクデブルク県の都市になる。当時西ドイツからおよそ15kmの距離だったことで，たくさんの東ドイツ人民の逃げ場となった。ドイツ再統一後，ザクセン＝アンハルト州の一部となり、その州の一番北部にある都市となった。